# Андріївська сільська рада (Олевський район)
Андріївська сільська рада — колишня адміністративно-територіальна одиниця та орган місцевого самоврядування в Олевському районі Коростенської, Волинської округ, Київської та Житомирської областей УРСР з адміністративним центром у с. Андріївка.

## Населені пункти
Сільській раді на момент ліквідації були підпорядковані населені пункти:
- с. Андріївка

## Населення
Кількість населення ради, станом на 1923 рік, становила 1 146 осіб, кількість дворів — 221.
Кількість населення сільської ради, станом на 1924 рік, складала 1 708 осіб; з перевагою німецької та польської національности. Кількість домогосподарств — 337 одиниць.

## Історія та адміністративний устрій
Утворена 1923 року в складі колоній Андріївка, Ново-Олександрівка та Ольганівка Юрівської волості Коростенського повіту. 7 березня 1923 року увійшла до складу новоутвореного Олевського району Коростенської округи. 12 січня 1924 року, відповідно до рішення Волинської ГАТК (протокол № 6/1 «Про зміни в межах округів, районів і сільрад»), до складу ради вклчено с. Будки-Собичинські Собичинської сільської ради. 8 вересня 1925 року с. Будки-Собичинські передано до складу новоствореної Будко-Собичинської польської національної сільської ради Олевського району. 25 січня 1926 року сільську раду було реорганізовано в німецьку національну з одночасним включенням до її складу кол. Мар'їн Собичинської сільської ради Олевського району. Станом на 1 жовтня 1941 року колонії Мар'їн та Ольганівка зняті з обліку населених пунктів.
Станом на 1 вересня 1946 року сільська рада входила до складу Олевського району Житомирської області, до складу ради входило с. Андріївка.
Ліквідована 11 серпня 1954 року, відповідно до указу Президії Верховної ради УРСР «Про укрупнення сільських рад по Житомирській області»; територію ради включено до складу Сущанської сільської ради Олевського району.